# 平成興業
株式会社平成興業（へいせいこうぎょう、英: Heisei Kougyo Co., Ltd）は、茨城県ひたちなか市に本社を置く企業。北関東でパチンコホール「ZENT」を展開している。

## 概要
1989年2月に設立、同年9月に1号店となる「ZENT水戸店」を開設。茨城県・栃木県を中心に店舗を展開している。
パチンコホール以外に商業施設の運営や不動産賃貸などの事業も行っている。
中部地方で同名のパチンコ店を展開する善都とは、資本関係はないものの、善都によるSUPER GTのチームセルモへのスポンサードに協賛するなど協力関係にある。ちなみに「ZENT」の商標は善都側が保有している。

## 店舗
茨城県
- ひたちなか店
- 245店
- 竜ヶ崎店
- 常陸太田店
- 女化店
- 土浦店

栃木県
- 海道店
- インターパーク店
- 石橋店
- 駒生店
- 御幸店
- 益子店
- テクノ店

群馬県
- 太田店
- 太田飯田町店

福島県
- 小名浜店

## 沿革
- 1989年2月 - 水戸市で会社設立
- 2002年10月 - ひたちなか市馬渡3900番地に本社移転
- 2009年7月 - 現在地に本社移転
- 2014年9月 - イメージキャラクターにmisonoを起用[3]